# 小林雄七郎

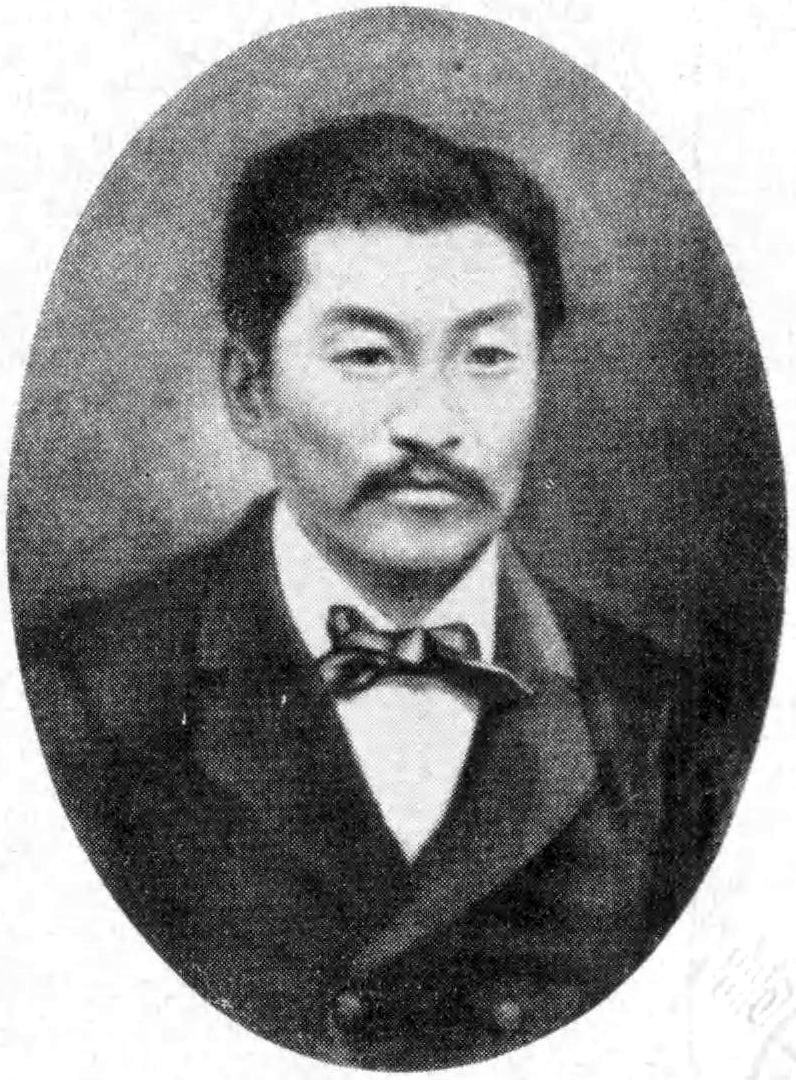
小林雄七郎

小林 雄七郎（こばやし ゆうしちろう、弘化2年12月23日（1846年1月20日） - 明治24年（1891年）4月4日）は、幕末期の越後長岡藩士、明治期の官吏、衆議院議員。

## 経歴
新潟町奉行を務めた長岡藩士小林又兵衛の第7子で、「米百俵」で知られた小林虎三郎の弟。藩校の崇徳館に学ぶ。戊辰戦争で敗北し、江戸に出て、明治3年（1870年）慶應義塾に入学。卒業後に大蔵省紙幣寮（現・国立印刷局）の官吏となる。第六十九国立銀行設立に尽力した。その後、文部省・工部省などを転々とし、当時工部省にいた伊藤博文と共に高島炭鉱の後藤象二郎への払い下げを決定した。
明治8年（1875年）東京に在住していた旧長岡藩士と共に育英事業団体「長岡社」を創設、商人や農民も受け入れて広く人材の養成に努めた。財団法人「長岡社」は現在も存続しており、長岡出身の大学生を援助している。
その後、明治政府の四藩藩閥政治を批判する『薩長土肥』や、明治11年（1878年）に陸軍省で『拿破崙第一世伝』を翻訳するなど、かなり多くの啓蒙書を執筆している。
明治23年（1890年）7月、第1回衆議院議員総選挙に新潟県第五区から無所属で出馬し当選。衆議院議員を1期務め、在任中に死去。墓所は兄の虎三郎の隣にあり、兄の死去も自宅で看取った。
墓所は東京の谷中墓地であったが、昭和34年に兄・虎三郎と共に故郷である長岡の菩提寺、興国寺に改葬され、現在に至る。

## 著作
著書
- 『薩長土肥』博文館、1889年。

訳書
- 英人某著『拿破崙第一世伝』陸軍文庫、1879年。